# Ardisia tahanica
Ardisia tahanica är en viveväxtart. Ardisia tahanica ingår i släktet Ardisia och familjen viveväxter.

## Underarter
Arten delas in i följande underarter:
- A. t. eucalyptifolia
- A. t. tahanica